# Distretto di Colombo
Il distretto di Colombo è un distretto dello Sri Lanka, situato nella provincia Occidentale e che ha come capoluogo Colombo.